# Iglesia de la Dormición (Leópolis)
La iglesia de la Dormición (en ucraniano: Успенська церква, Uspenska tserkva; históricamente conocida como la "iglesia de Valaquia") es un templo ortodoxo ucraniano de la ciudad de Leópolis, en Ucrania. Pertenece a la diócesis de Leópolis de la Iglesia ortodoxa ucraniana. El complejo religioso está dividido en la iglesia, el campanario, denominado torre Korniakt, y la capilla de los Tres Santos.

## Historia
Antes de la construcción del templo actual, existía la denominada iglesia de los Tres Santos en el mismo lugar, construida anteriormente a la conquista del Principado de Galicia y Volinia por el Reino de Polonia en 1340. Más tarde, se construyó una nueva iglesia entre los años 1547-49 con el dinero donado por el príncipe de Moldavia Alexandru Lăpușneanu y la princesa consorte Ruxandra Lăpușneanu, que dejaron una gran huella en su nombre: la iglesia de Valaquia. Aunque se desconoce en gran medida su apariencia, su arquitecto fue Peter de Lugano, conocido como el Italiano. En 1568 el maestro de obras Felix comenzó la construcción de la torre y los trabajos continuaron por Peter Krassowski. En 1570, algunas de las torres colapsaron y al año siguiente todo el templo fue destruido por un incendio.
La nueva iglesia fue construida a finales del siglo XVI y principios del XVII con donaciones del comerciante griego Constantine Corniaktos y otros miembros de la Hermandad de la Dormición de Leópolis, una hermandad ortodoxa (bratstvo) local que también dirigía una escuela y prensa ortodoxa. Las obras fueron apoyadas por varias personalidades como el hetman Petro Konashevych-Sahaidachny, los príncipes de Moldavia Ieremia Movilă y Simion Movilă e incluso el zar Fiodor I de Rusia. El hijo de Simion Movilă, Pedro Moguila, fue nombrado arzobispo metropolitano de Kiev, Galizia y toda Rus desde 1633 hasta su muerte y más tarde fue canonizado como santo en las Iglesias ortodoxas de Rumanía, Ucrania y Polonia. En el muro exterior de la iglesia se observa un placa en memoria del santo.